# Noah Söderberg
Noah Söderberg, né le 21 août 2001 à Borås en Suède, est un footballeur suédois qui évolue au poste de milieu central à Östers IF.

## Biographie

### En club
Né à Borås en Suède, Noah Söderberg commence le football au Bredareds IF avant d'être formé par l'IF Elfsborg. En décembre 2020, il est promu en équipe première en vue de la saison à venir. 
Söderberg joue son premier match en professionnel le 6 mars 2021, à l'occasion d'une rencontre de coupe de Suède face au Falkenbergs FF. Il est titularisé et son équipe s'impose ce jour-là par trois buts à deux. Il joue son premier match d'Allsvenskan le 8 mai 2021, contre le Kalmar FF. Il entre en jeu à la place de Per Frick, et les deux équipes se neutralisent (2-2 score final),.
Le 22 décembre 2022, Söderberg prolonge son contrat avec l'IF Elfsborg. Il est alors lié au club jusqu'en décembre 2025.
Le 2 août 2024, Noah Söderberg est prêté par Elfsborg au Halmstads BK jusqu'à la fin de la saison,.

### En sélection
Noah Söderberg représente l'équipe de Suède des moins de 18 ans. Il ne joue qu'un match avec cette sélection, en 2019.